# Rejencja Münster
Rejencja Münster (niem. Regierungsbezirk Münster) - jedna z pięciu rejencji niemieckiego kraju związkowego Nadrenia Północna-Westfalia. Siedziba rejencji oraz zarząd znajdują się w mieście Münster.

## Geografia
Rejencja Münster leży w północnej części kraju związkowego. Od południa graniczy z rejencją Arnsberg i rejencją Düsseldorf, od zachodu z Holandią, od północy z Dolną Saksonią i od wschodu z rejencją Detmold. Południowo-zachodnia część rejencji jest znacznie gęściej zaludniona niż pozostałe tereny, zasadniczo wiejskie z wyłączeniem rejonu miasta Münster.

## Historia
Rejencja powstała 22 kwietnia 1816 na mocy pruskiej ustawy z 30 kwietnia 1815. 1 stycznia 1975 dokonano reformy administracyjnej, w wyniku której zredukowano liczbę powiatów w rejencji.

## Podział administracyjny
W skład rejencji Münster wchodzą trzy miasta na prawach powiatu oraz pięć powiatów.
Miasta na prawach powiatu:
| Lp. | Nazwa miasta  | Ludność (31.12.2010) | Powierzchnia km² |
| --- | ------------- | -------------------- | ---------------- |
| 1   | Bottrop       | 116.771              | 100,61           |
| 2   | Gelsenkirchen | 257.981              | 104,86           |
| 3   | Münster       | 279.803              | 302,96           |

Powiaty ziemskie:
| Lp. | Nazwa powiatu  | Ludność (31.12.2010) | Powierzchnia km² | Liczba gmin |
| --- | -------------- | -------------------- | ---------------- | ----------- |
| 1   | Borken         | 369.633              | 1 419,36         | 17          |
| 2   | Coesfeld       | 219.784              | 1 110,40         | 11          |
| 3   | Recklinghausen | 628.817              | 760,41           | 10          |
| 4   | Steinfurt      | 443.357              | 1 792,74         | 24          |
| 5   | Warendorf      | 278.145              | 1 317,81         | 13          |